# Duckstad

Kaart die Duckstad in Calisota situeert

Duckstad (Engels: Duckburg) is de fictieve stad waarvan Donald Duck en zijn familie de bekendste inwoners zijn. De stad is bedacht door de tekenaar Carl Barks, die ook de meeste bekende inwoners van deze stad heeft bedacht.

## Naam
Carl Barks gebruikte zelf de naam Duckburg voor het eerst in 1944. De naam van de stad is in de eerste plaats een verwijzing naar Donald Duck, hoewel dit een onbelangrijke (vaak werkeloze) inwoner is. Dagobert Duck (die pas in 1947 door Barks bedacht werd) is daarentegen de meest prominente inwoner, die ook nog eens een belangrijke rol in de ontwikkeling van de stad heeft gespeeld. 

## Ligging
Duckstad wordt in de verhalen het vaakst aan de Verenigde Staten gekoppeld. Enkele auteurs situeren Duckstad in de eveneens fictieve staat Calisota, die zou zijn gelegen aan de westkust van de Verenigde Staten, ruwweg in het noorden van het echte Californië. Dit werd voor het eerst gedaan door Barks in De gouden man, een verhaal dat Walt Disney schreef in 1952.
Het landschap waarin de stad ligt is niet consistent. De stad ligt wel altijd aan zee en heeft dus ook een haven en strand. Verder verschilt het omliggende landschap echter sterk per verhaal. Zo grenst de stad aan de bergen, de bossen, de woestijn of in een ander verhaal aan de moerassen. 
Duckstad staat wel in contact met de rest van de wereld en er kan gewoon gereisd worden. Zo gaan de Ducks regelmatig zelfs met de auto naar bestaande plaatsen in de Verenigde Staten, of met het vliegtuig naar andere werelddelen, en bezoeken ze echt bestaande steden en monumenten. Anderzijds duiken er in de verhalen ook fictieve landen op, zoals Brutopia en Verweggistan.

### Omgeving
De dichtstbij gelegen plaats is Gansdorp (in het Engels Goosetown). In de buurt van Duckstad ligt het Duckstadse bos, waar vele andere bekende Disney-personages wonen en waar ook de Jonge Woudlopers vaak heen gaan. Rondom Duckstad liggen ook grote stukken platteland, waar onder andere ergens tussen Duckstad en Gansdorp de boerderij van Oma Duck staat. Ten oosten van Duckstad ligt een uitgestrekte woestijn, althans dit lijkt duidelijk het geval in sommige verhalen. 
In Nederlandstalige verhalen komen daarnaast allerlei plaatsen voor met een dierennaam erin, die tegelijk toespelingen zijn op echt bestaande plaatsen in bijvoorbeeld Nederland (Eendhoven, Meeuwarden, Otterdam, Vissingen enz.).

## Geschiedenis
Verschillende auteurs hebben Duckstad een geschiedenis gegeven, waar Barks in sommige verhalen enkel een begin mee had gemaakt. De bekendste en meest uitgewerkte verhalenreeks is die van Keno Don Rosa (zie ook De jonge jaren van Oom Dagobert).

### Cornelis Prul
In de verhalen van Don Rosa werd de plaats waar Duckstad ligt voor het eerst bewoond op 17 juni 1579, toen een eend-versie van Sir Francis Drake en zijn bemanning er een fort, genaamd Nederlands Fort Drakeburg, bouwden. Dit deed hij in naam van de Britse koningin. In 1818 kwam de trekker Cornelis Prul naar het fort. Niet lang daarna werden de Britten aangevallen door de Spanjaarden, waarna de Britten zichzelf kansloos achtten en vluchtten. De eigendomsakte moest echter nog wel aan de Spanjaarden worden gegeven, en Cornelis Prul werd met deze taak opgezadeld. Nadat hij alleen in het fort was achtergebleven verzon hij een list: nadat hij de eigendomsakte aan de Spanjaarden had overhandigd, bood hij hun een feestmaal aan. Hij stopte maïskolven in een pan, die 'ontploften' en als popcorn in het rond vlogen. De Spanjaarden sloegen hierdoor op de vlucht, in de veronderstelling dat ze werden aangevallen.
Nadat Prul zodoende het fort voor zichzelf had gewonnen, veranderde hij de naam ervan in 'Fort Duckburg'. Deze vesting zou vervolgens uitgroeien tot de metropool Duckstad. Sindsdien wordt Cornelis Prul als de stichter van Duckstad gezien. Omdat het fort nog regelmatig werd aangevallen door indianen, richtte Prul tevens de 'Woudloper Militie' op.
Prul wordt geëerd met een standbeeld in het centrum van de stad, waarop hij een paar maïskolven aan zijn volk aanbiedt en trots zijn snavel de lucht insteekt.

### Na Prul
De kleinzoon van Cornelis Prul, Koenraad Prul, vertrekt aan het einde van de 19e eeuw om goud te gaan zoeken. Dat avontuur mislukt en hij wil terugkeren naar Duckstad, maar hij heeft geen geld. Daarom verkoopt hij de eigendomsakte aan een andere goudzoeker, voor slechts 200 dollar. Deze andere goudzoeker is Dagobert Duck. Dagobert komt in 1902 voor het eerst in Duckburg, dat hij omdoopt tot Duckstad. In dat jaar laat Dagobert het oude fort afbreken en bouwt op dezelfde heuvel zijn geldpakhuis, dat dus op exact dezelfde locatie staat als waar vroeger Fort Duckburg stond. Sindsdien heeft Duckstad zich mede dankzij Dagoberts fortuin ontwikkeld van een kleine nederzetting 
tot een heuse metropool vol flats, kantoren en wolkenkrabbers.

## Stadsbeeld
De juridische status van Duckstad verschilt per verhaal. Zo is het soms een stad in de Verenigde Staten, terwijl het in andere verhalen een soort zelfstandige stadstaat lijkt te zijn met eigen ambassades.
Ook de grootte van de stad varieert per verhaal, waardoor Duckstad soms iets van een middelgrote stad heeft en soms van een echte wereldstad. Belangrijke bezienswaardigheden zijn het geldpakhuis van Dagobert Duck, dat een prominente plek op een heuvel in het midden van de stad inneemt, en de standbeelden van de stichter Cornelis Prul. Een ander terugkerend bouwwerk is het stadhuis met klokkentoren. De stad heeft ook een dierentuin, de Duckstad Zoo. In deze dierentuin verblijven dieren die ook in een echte dierentuin te zien zijn en ook een aantal fictieve dieren.
Voor de rest is de stad vrij kleurloos met plompe vierkante gebouwen. De huizen in de buitenwijken worden vooral omringd door houten schuttingen. Carl Barks heeft zelf niet veel aandacht besteed aan het creëren van een speciale couleur locale van de stad. Donald en zijn familie, samen met andere bekende Duckstadbewoners, zorgen in veel verhalen in belangijke mate voor de sfeer. De stad kent op het geldpakhuis na dan ook geen bijzondere architectuur. Wel is de stad, ook na de dood van Barks, qua sfeer, meubels en auto's lang blijven hangen in de jaren vijftig van de twintigste eeuw. Begin eenentwintigste eeuw is deze stijl wat meer losgelaten en is de stad moderner geworden. Ook hebben nieuwe uitvindingen als internet en mobiele telefoons hun intrede gedaan (zie ook Opschuivende tijdlijn). De verhalen in de pocketreeks laten wel een Duckstad-versie zien met gewaagde architectuur en futuristische bouwwerken. In de tekenfilmserie DuckTales is het stadsbeeld speelser en kleurrijker dan  in de meeste stripverhalen.
In enkele verhalen tekende Barks een futuristische versie van Duckstad, zoals in het verhaal Super-Duckstad (in het Engels Monsterville) uit 1961 waarin Willie Wortel de stad verbouwt naar zijn inzichten. Een in dit opzicht vergelijkbaar verhaal is Eiland in het heelal (Island in the sky) uit 1960, waar zelfs de ruimte in reizen een alledaagse bezigheid is.
Het Duckstadse klimaat kent grote verschillen tussen winter en zomer. In de winter kunnen er enorme sneeuwbuien vallen en wordt op de sloten en plassen rond Duckstad geschaatst. Regelmatig zijn er schaatswedstrijden (die meestal door Guus Geluk worden gewonnen). In de zomer kan het bijzonder warm worden. In veel verhalen zijn palmbomen te zien wat dan weer duidt op een subtropisch klimaat. De hoeveelheid jaarlijkse neerslag in Duckstad is onbekend.

## Inwoners
Veel inwoners van de stad zijn antropomorfe dieren: vooral honden, varkens, kippen en eenden. Daarnaast hebben de Duckstadbewoners een aantal huisdieren die zich wel als echte dieren gedragen (de bekendste hiervan is de hond Pluto). De meest mensachtige personages die er wonen worden gekenmerkt door hun opvallende, ronde, zwarte neus. Echte mensen komen in de stad niet of nauwelijks voor, maar deze komen de Ducks soms wel tegen in andere delen van de wereld. 
De bekendste vaste inwoners zijn Donald Duck, Kwik, Kwek en Kwak, Dagobert Duck, Guus Geluk, Katrien Duck, Willie Wortel en buurman Bolderbast. In sommige verhalen verschijnt ook Diederik Duck in beeld. Daarnaast zijn er ook nog enkele personages die alleen of vooral voorkomen in de tv-serie DuckTales. Van de boevenpersonages die in Duckstad wonen, zijn de Zware Jongens de bekendste.
In een aantal verhalen, waaronder de Nederlandstalige, wonen Mickey Mouse en Goofy ook in Duckstad. Donald en Mickey komen elkaar in de oorspronkelijke verhalen echter zelden tegen en hebben elk hun eigen familie- en kennissenkring. Wel zijn zowel Katrien Duck als Clarabella Koe en Klaartje Kip allebei lid van de Duckstadse Damesclub (zie verder onder #Verenigingen). In de meer oorspronkelijke Engelse strips woont Mickey in een andere stad, Mouseton, wat zou verklaren dat Mickey en Donald over het algemeen niet dezelfde verhaallijnen hebben.

## Cultuur

### Verenigingen
De Jonge Woudlopers is een scoutingvereniging die werd opgericht door Cornelis Pruls zoon, Theodoor Prul, met als doel de jonge bewoners van Duckstad kennis bij te brengen over goede daden, bescherming van het land en het behoud van kennis. De vereniging is vernoemd naar de Woudlopers Militie. De leden gebruikten het oude fort in de eerste jaren als hoofdkwartier.
Veel bekende vrouwelijke inwoners van Duckstad zijn lid van de Duckstadse Damesclub. Deze club organiseert vooral liefdadigheidsacties. Katrien Duck is meestal de voorzitster.
Doordat Duckstad een relatief groot aantal miljardairs kent, heeft het een miljardairsclub en een aantal luxe restaurants waar creatieve gerechten worden geserveerd en bizarre prijzen worden gerekend. Ook heeft de stad een avonturiersclub waar alleen ervaren avonturiers en ontdekkingsreizigers lid van mogen worden.

### Evenementen
Elk jaar wordt bij de Duckstad-brug de "Slag om Duckstad" – waarbij generaal Custard de stad wist te verdedigen tegen de Engelsen – herdacht en nagespeeld. De viering loopt echter bijna elk jaar uit op een fiasco.
Duckstad kent ook een eigen versie van het Eurovisiesongfestival: het Eirovisie Songfestival. Dit festival komt vaak voor in de nummers van het weekblad Donald Duck die rond het Eurovisiesongfestival verschijnen. Hiermee wordt gesuggereerd dat dit festival in dezelfde week plaatsvindt als het Eurovisiesongfestival.

### Media
Duckstad heeft een eigen krant, de Duckstadkrant. Berichten uit deze krant zijn sinds 1969 regelmatig te lezen in het weekblad Donald Duck. De redactie van deze krant wordt gevoerd door Dagobert Duck.
Het Pulletin is de schoolkrant van basisschool Het Pulletje. De Roddelflop is het grootste roddelblad van Duckstad. Andere roddelbladen zijn de Weekeend, Privaat en de Sorry(een verwijzing naar de roddelbladen Weekend, Privé en Story). Een ander blad is de Autokwaak.
Duckstad heeft ook nog een andere krant: de Stem van Duckstad, waar Govert Goudglans de eigenaar van is.
Duckstad kent ook een aantal eigen televisiezenders. In Nederlandstalige verhalen zijn dit dan meestal toespelingen op echt bestaande zenders (bijvoorbeeld "RTL Mier" en "SBS Kwek"). Daarnaast kent Duckstad een eigen versie van YouTube, "Ducktube", waarop inwoners van Duckstad filmpjes kunnen plaatsen.
De regionale omroep van Duckstad is Duck TV. Deze verkondigt het Duckstadse nieuws. Donald Duck valt dankzij deze omroep vaak door de mand als hij voor de gemeente werkt, omdat zijn blunders dan gefilmd worden zonder dat hij hier erg in heeft. Duck TV zendt ook het Eirovisie Songfestival uit.

### Sport
Duckstad kent veel verschillende sportverenigingen, in allerlei takken van sport. Vrijwel altijd heerst er een rivaliteit ten opzichte van Gansdorp. 
FC Duckstad is de grootste voetbalclub van de stad. Veel bekende inwoners van Duckstad zijn lid van deze club (geweest). Donald Duck moet vaak invallen als een speler ziek wordt of betrokken is geraakt bij een ongeluk en daardoor niet kan spelen. De club speelt vaak wedstrijden tegen FC Gansdorp, de voetbalclub van Gansdorp. Deze wedstrijden vinden  vaak plaats in het stadion van FC Duckstad, het enige grote voetbalstadion dat in Duckstad is te vinden. Deze wedstrijden worden regelmatig gespeeld rond Europese- of Wereldkampioenschappen voetbal en komen vaak voor in de speciale voetbalnummers van de Donald Duck, die rond deze kampioenschappen worden uitgebracht. Indien zo'n kampioenschap in Duckstad plaatsvindt is deze wedstrijd vaak de finale. 
Duckstad levert ook eigen sporters af voor de Olympische Spelen. Deze vinden dan tevens vaak in Duckstad plaats, in dezelfde jaren als de Olympische Spelen in de echte wereld en kennen net als in de echte wereld een zomer- en een winterversie. De Olympische Spelen vormen vaak een thema in de Donald Duck-verhalen in de nummers van het blad die worden uitgebracht rond de tijd dat deze Spelen in het echt plaatsvinden.

## Namen in andere talen
In de oorspronkelijke Engelstalige verhalen heet de stad Duckburg. Entenhausen is Donalds woonplaats in de Duitstalige versie, in het Frans is dit Donaldville, in het Zweeds Ankeborg en in het Italiaans Paperopoli.